# Horoszowa
Horoszowa (ukr. Горошова) – wieś na Ukrainie w rejonie czortkowskim należącym do obwodu tarnopolskiego; nad Dniestrem.

## Położenie
Wieś położona jest na lewym brzegu Dniestru, który głębokim łukiem wcina się i tworzy meander szeroki na 4 km i długi na 10 km. W południowej, wewnętrznej stronie meandra znajduje się Horoszowa.
Przed I wojną światową miejscowość letniskowa i uzdrowiska znana z kuracji winogronowej, którą leczono choroby gruczołów dokrewnych i wątrobę oraz poprawiano przemianę materii.
W okresie międzywojennym stacjonowała w miejscowości placówka Straży Celnej „Horoszowa”, a później strażnica KOP „Horoszowa”.
Do 2020 w rejonie borszczowskim.